# ساوت‌ساید، شهرستان هاردین، تنسی
ساوت‌ساید (به انگلیسی: Southside) یک منطقهٔ مسکونی در ایالات متحده آمریکا است که در شهرستان هاردین، تنسی واقع شده‌است. ساوت‌ساید ۱۶۴٫۹ متر بالاتر از سطح دریا واقع شده‌است.